# لونا 10
لونا 10 (بالإنجليزية: Luna 10)‏ عربة فضائية أطلقها الاتحاد السوفيتي ضمن برنامج لونا وكانت أول قمر صناعي يدور حول القمر. أطلقت في 31 مارس 1966 إلى القمر من منصة مدارية حول الأرض، دخلت المركبة المدار القمري في 3 أبريل 1966 وأكملت أول مدار بعد 3 ساعات.